# Zooide (colónia)

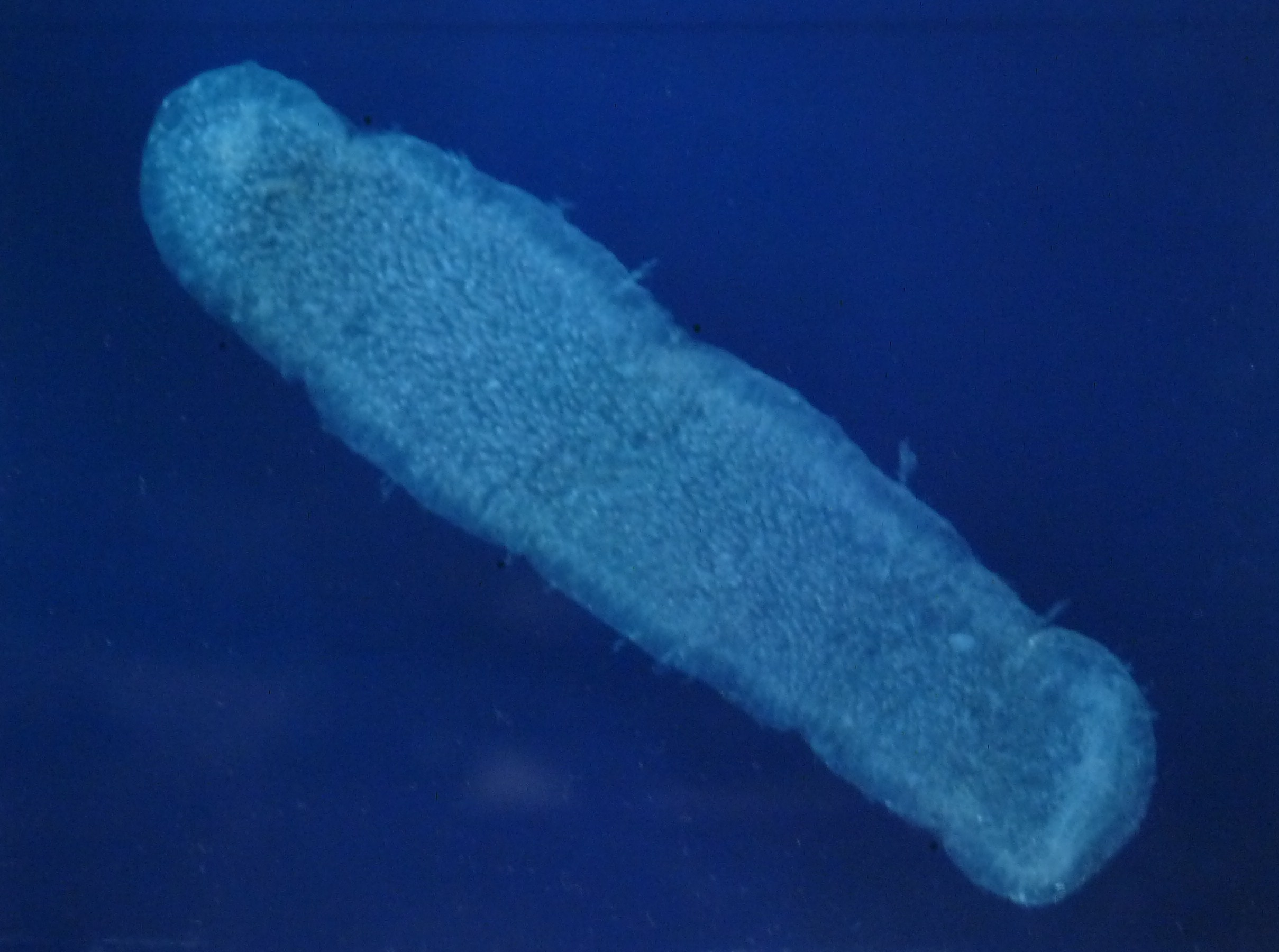
Pyrosoma atlanticum, um tunicado formado por zooides coloniais.

Zooide ou zoóide é a designação usada em biologia a cada um dos organismos, geralmente considerados animais), que constituem uma animal colonial.
Este estilo de vida foi adotado por animais de taxa não relacionados separados. Zoóides são multicelulares; sua estrutura é semelhante à de outros animais solitários. Os zoóides podem ser conectados diretamente por tecido (por exemplo, corals, Catenulida, Siphonophorae, Pyrosome ou Ectoprocta) ou compartilhar um exoesqueleto comum (por exemplo, [ [Bryozoa]] ou Pterobranchia). 